# 56 Leonard Street
56 Leonard Street je mrakodrap ve městě New York stojící na manhattanské ulici Leonard Street in Tribeca. má 57 pater a je vysoký 250 metrů. Návrh budovy vytvořila společnost Herzog & de Meuron a výstavba mrakodrapu probíhala v letech 2007–2016. V budově se nachází 145 bytových jednotek, které mají velikost od 131,7 do 594,6 m². Byty se prodávaly od 3,5 až do 50 milionů dolarů.

## Fotogalerie

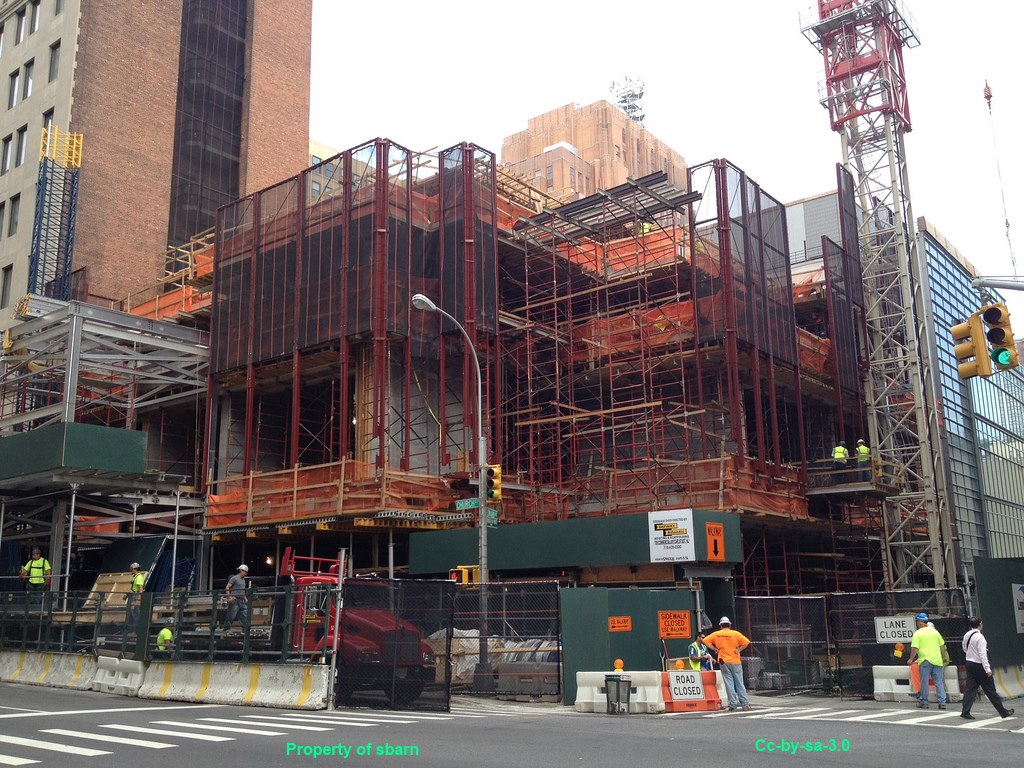
konstrukce červen 2013
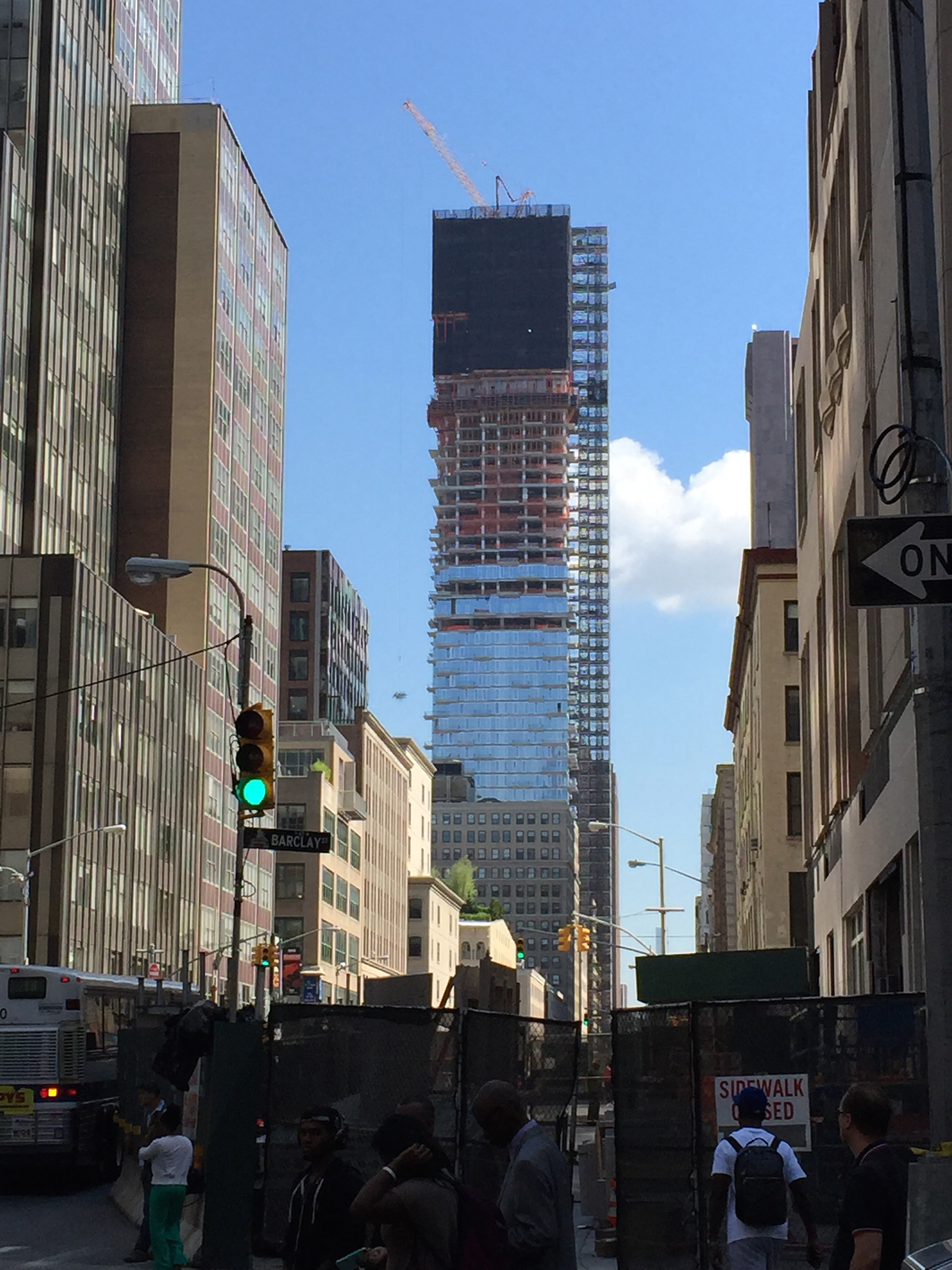
konstrukce červen 2015
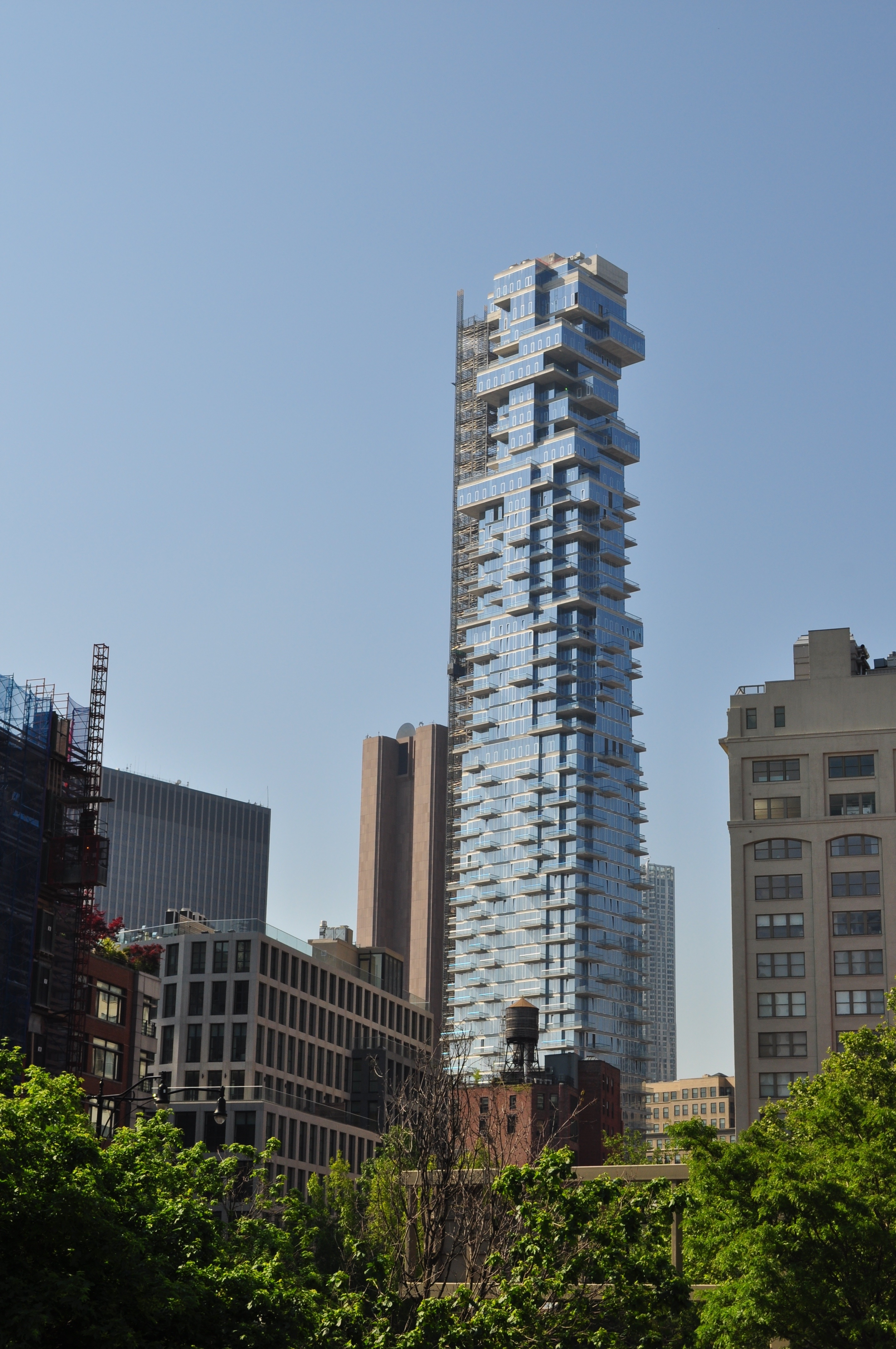
konstrukce květen 2016
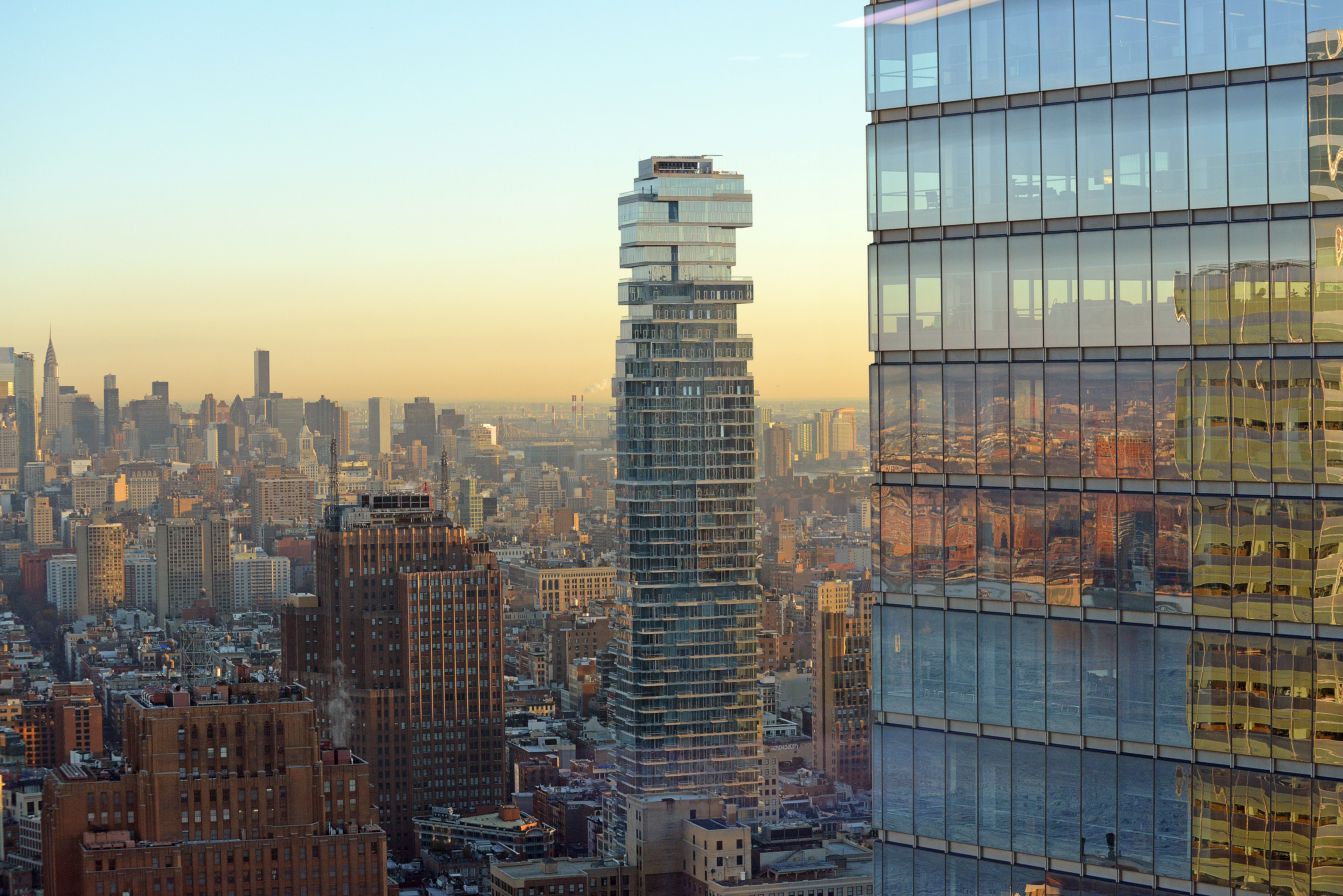
pohled z One World Trade Center v prosinci 2016